# Los Bordones
Los Bordones är en ort i Mexiko.   Den ligger i kommunen San Martín Chalchicuautla och delstaten San Luis Potosí, i den sydöstra delen av landet, 210 km norr om huvudstaden Mexico City. Los Bordones ligger 114 meter över havet och antalet invånare är 167.
Terrängen runt Los Bordones är huvudsakligen kuperad, men åt sydost är den platt. Los Bordones ligger nere i en dal. Runt Los Bordones är det ganska tätbefolkat, med 90 invånare per kvadratkilometer. Närmaste större samhälle är Tamazunchale, 8,8 km sydväst om Los Bordones. Omgivningarna runt Los Bordones är en mosaik av jordbruksmark och naturlig växtlighet.